# Gangarides vardena
Gangarides vardena är en fjärilsart som beskrevs av Swinhoe 1892. Gangarides vardena ingår i släktet Gangarides och familjen tandspinnare. Inga underarter finns listade i Catalogue of Life.